# Another Music in a Different Kitchen
Another Music in a Different Kitchen — дебютный студийный альбом британской панк-группы Buzzcocks, записанный зимой 1977 года и выпущенный лейблом United Artists в марте 1978 года. Альбом достиг 15-го места в UK Albums Chart; сингл из него, «I Don’t Mind», поднялся в UK Singles Chart до #55 в мае того же года. Another Music in a Different Kitchen вышел в CD-формате в 1994 году.
В честь песни «Love Battery», вышедшей на альбоме, была названа одноимённая сиэтлская группа.

## Об альбоме
Первоначально для использования на обложке альбома рассматривалась картина Линдера Стерлинга, изображавшая салатницу с человеческими глазами, однако против этого категорически возражали Стив Диггл и Джон Маэр.

## Список композиций
| №  | Название         | Текст песни              | Длительность |
| -- | ---------------- | ------------------------ | ------------ |
| 1. | «Fast Cars»      | Ховард Девото, Пит Шелли | 2:07         |
| 2. | «No Reply»       | Пит Шелли                | 2:07         |
| 3. | «You Tear Me Up» | Ховард Девото, Пит Шелли | 2:32         |
| 4. | «Get on Our Own» | Пит Шелли                | 2:31         |
| 5. | «Love Battery»   | Ховард Девото, Пит Шелли | 2:16         |
| 6. | «16»             | Пит Шелли                | 3:50         |

| №  | Название                         | Текст песни           | Длительность |
| -- | -------------------------------- | --------------------- | ------------ |
| 1. | «I Don't Mind»                   | Пит Шелли             | 2:20         |
| 2. | «Fiction Romance»                | Пит Шелли             | 4:38         |
| 3. | «Autonomy»                       | Стив Диггл            | 3:52         |
| 4. | «I Need»                         | Пит Шелли, Стив Диггл | 2:50         |
| 5. | «Moving Away from the Pulsebeat» | Пит Шелли             | 5:40         |

## Участники записи
- Пит Шелли — вокал, гитара
- Стив Диггл — гитара, бэк-вокал
- Стив Гарви — бас-гитара
- Джон Маэр — ударные, бэк-вокал
- Мартин Рашент — продюсер
- Дуг Беннет — звукоинженер